# Francisco Barranco

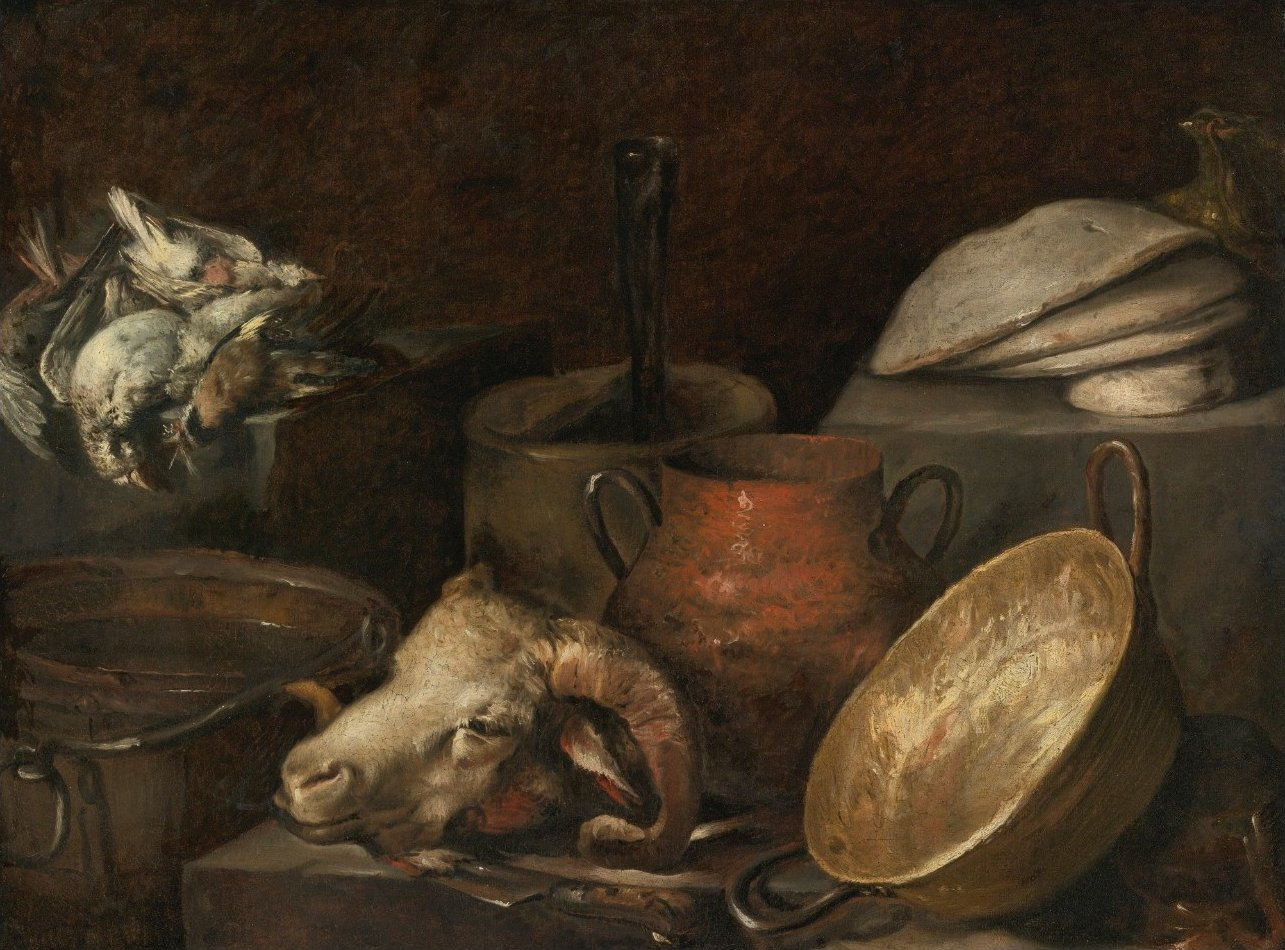
Bodegón, 60 x 90,8 cm, Christie's, Nueva York, 27 de enero de 2010.

Francisco Barranco (fl. 1646-1650) fue un pintor barroco español especializado en la pintura de bodegones.

## Biografía
Según la noticia proporcionada por Ceán Bermúdez, en torno a 1646 residía en Sevilla, «donde hay firmados de su mano varios bodegoncillos, que están pintados con verdad y buen colorido».
Aunque ningún otro dato biográfico se conoce, hay noticias de la presencia de bodegones de Barranco en inventarios de colecciones sevillanas del siglo XVII y se han localizado tres bodegones sobre tabla firmados y fechados todos ellos en 1647, que confirman su maestría en la pintura de bodegones de cocina, con cacharros y piezas de caza en composiciones escalonadas y un tratamiento de la materia trabajado con pincelada suelta y densa, a la manera, según Alfonso E. Pérez Sánchez, de los bodegones madrileños de Antonio de Pereda y Francisco Palacios, estrictamente contemporáneos. Aunque no firmados, algunos otros bodegones se le han atribuido por semejanzas compositivas y estilísticas con los conocidos, entre ellos un bodegón subastado en la casa Christie's de Nueva York en enero de 2010.